# Salvadori's eend
Salvadori's eend (Salvadorina waigiuensis) is een eend uit de familie van de Anatidae. Het is de enige soort binnen het geslacht Salvadorina. De vogel werd in 1894 beschreven en was afkomstig uit een grote vogelcollectie uit Nieuw-Guinea van Antonie Augustus Bruijn uit Ternate. De naam is een eerbetoon aan Tommaso Salvadori en het is een endemische vogelsoort uit Nieuw-Guinea.

## Beschrijving
Salvadori's eend is een vrij kleine eend, ongeveer zo groot als een smient, 43 cm. Deze eend heeft een chocoladebruine kop en een vuiloranje snavel en ook poten. Op de rug en de vleugels is de vogel donker, met lichte verticale strepen, de borst en de buik zijn bleekgrijs met donkere stippels. Het is een schuwe eend, die waarschijnlijk vooral 's nachts actief is.

## Voorkomen
Salvadori's eend is zeer schaars en komt voor in een zeer groot gebied dat reikt van Vogelkop in West-Papoea (Indonesië) tot ver in Papoea-Nieuw-Guinea. Het leefgebied bestaat uit bergmeertjes en snelstromende beken en kleine rivieren in het middel- en hooggebergte in Nieuw-Guinea op een hoogte van 600 m boven de zeespiegel tot aan de boomgrens. Sporadisch zijn er waarnemingen in veel lager gelegen wateren.

## Status
Er is weinig bekend over de omvang van de totale populatie. Omdat deze soort een groot verspreidingsgebied is de status van deze vogel op de Rode lijst van de IUCN op niet bedreigd gezet.